# Schloss Thorey-Lyautey

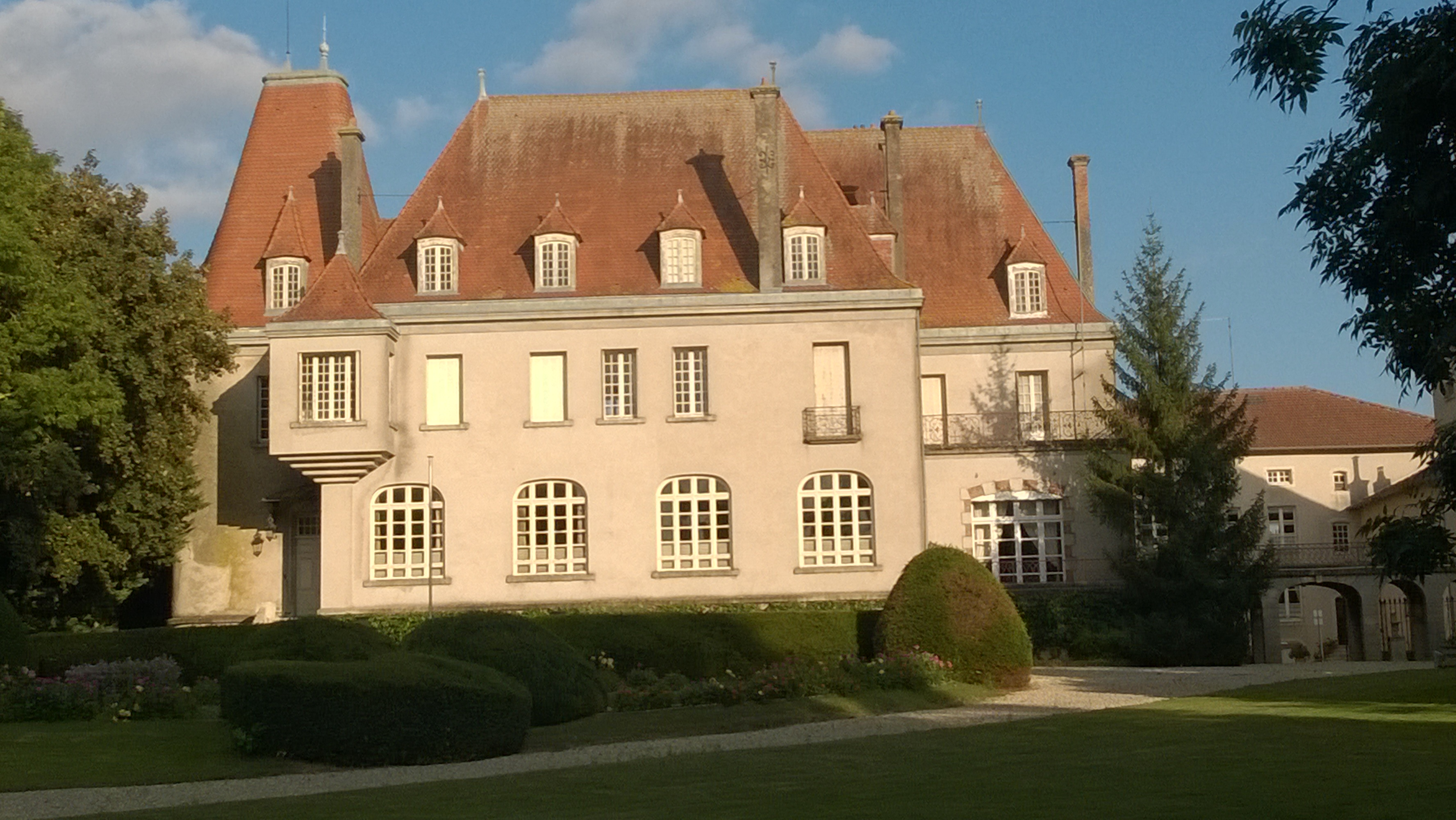
Schloss Thorey-Lyauté

Das Schloss Thorey-Lyautey ist ein Schloss in der Gemeinde Thorey-Lyautey im Département Meurthe-et-Moselle. Ursprünglich von Maréchal Lyautey bewohnt, ist es heute ein dem Maréchal gewidmetes Museum. Es firmiert unter dem Namen Maison des Illustres.
Das Schloss, inklusive des Parks und seiner Statuen sind seit dem 7. Juli 1980 als Monument historique gelistet.